# Stargate SG-1
Stargate SG-1 är en kanadensisk-amerikansk science fiction-serie för TV, skapad av Jonathan Glassner och Brad Wright, som startade 1997 och pågick fram till 2007; sammanlagt gjordes 214 avsnitt på cirka 42 minuter vardera. 
Premissen i långfilmen Stargate (manus: Roland Emmerich och Dean Devlin) från 1994, som Stargate SG-1 bygger vidare på, är att hypotesen om forntida astronauter visar sig vara korrekt. En stjärnport (Stargate) hittas vid en arkeologisk utgrävning på Gizaplatån i Egypten under 1920-talet. Efter många års försök bevisas det att stjärnporten kan generera maskhål till andra stjärnportar på planeter. I TV-serien Stargate SG-1 som tar vid där långfilmen slutade skickar USA:s militär särskilt utvalda grupper genom stjärnporten till främmande planeter på en regelbunden basis.  
Serien har knoppat av sig genom TV-serierna Stargate Atlantis (2004-2009), Stargate Universe (2009-2011) samt genom två långfilmer gjorda för DVD som följer upp där serien Stargate SG-1 slutade: Stargate: The Ark of Truth och Stargate: Continuum.
Serien visades i tio säsonger, innan Sci Fi Channel i augusti 2006 förklarade att man inte tänkte sända en eventuell elfte säsong.

## Handling
SG-1 är ett militärt team tillhörande USA:s flygvapen som tillsammans med 24 andra liknande team har i uppdrag att upptäcka och utforska nya världar genom att gå igenom en s.k. Stargate (Stjärnport). Denna stjärnport transporterar varelser och föremål via ett maskhål till andra stjärnportar på andra planeter.
Alla SG-teams stående order är att:
- Utforska och kartlägga de planeter som Stjärnporten ger tillgång till.
- Hitta vetenskapligt/tekniskt utvecklade människor eller andra arter som jorden kan alliera sig med.
- Finna, hämta och anpassa teknik som kan användas i kampen mot Goa'uld.
- Att försvara jorden mot fientliga raser, till exempel Goa'ulderna, Replikatorerna och Ori.

SG-1 bestod ursprungligen av den i specialförbanden härdade överste Jack O'Neill, akademikern Daniel Jackson (doktorsexamen i filologi, antropologi, samt arkeologi), kapten Samantha Carter och jaffakrigaren Teal'c (utomjording). I säsong 3 befordras Carter till major och i säsong 8 tar hon, efter sin befordran till överstelöjtnant, O'Neills plats som befälhavare över SG-1. O'Neill blir befordrad till brigadgeneral och tar befäl över SGC. Dr. Jackson dör i säsong 5 efter att ha utsatts för radioaktiv strålning. Han får av Oma Desala hjälp att förflytta sig till ett annat, högre plan av existens. I säsong 6 tas hans plats av utomjordiske forskaren Jonas Quinn. Dr. Jackson återvänder i säsong 7. I säsong 9 tar överstelöjtnant Cameron Mitchell befäl över SG-1 och generalmajor Hank Landry befäl över SGC. I säsong 10 går utomjordingen och fd tjuven Vala Mal Doran med och gör SG-1 till ett 5-manna team. 
I filmen Stargate från 1994 lyckas O'Neill (eller O'Neil, som han heter i filmen) och hans dåvarande team, bestående av bl.a. dr Jackson och major Kawalsky, döda den mäktiga Goa'ulden Ra (solguden i den fornegyptiska mytologin) genom att spränga en atombomb ombord hans rymdskepp i omloppsbana (se Stargate). I serien Stargate SG-1 hamnar teamet – överste Jack O'Neill, major Samantha Carter, Dr. Daniel Jackson och Teal'c –  till en början i strid med en Goa'uld som kallas Apophis, som har lyckats bli den främste systemherren sedan Ra dödades.
Huvudfienderna i TV-serien har varit Goa'ulderna, Replikatorerna, och senast Ori.
Människorna började utnyttjas av de kräldjursliknande parasiterna Goa'ulderna när människorna hade spritt sig över jorden och uppfunnit jordbruket för över 6.000 år sedan. Goa'ulderna överlever inte utan en värdkropp och tar sig in via halsen på människorna och tar sedan kommandot över hjärnan, förlängda märgen, ryggraden och nervsystemet och undertrycker helt värdens medvetande. När de upptäckte jorden insåg de att våra kroppar och hjärnor gjorde oss till mycket användbara värdar som var lätta att hela. Detta innebär att en Goa'uld har en läkeförmåga långt bättre än en vanlig människa. I samband med Goa'ulds ankomst till jorden uppstod också de första högkulturerna i Egypten och Mesopotamien. Pyramiderna är i serien landningsplattformar för Goa'uldernas moderskepp, byggda av mänskliga slavar och jaffasoldater.
Goa'ulderna föds inte redo att implanteras i en människa, utan måste först mogna magen på Jaffa. I gengäld ökar jaffas läkningskraft drastiskt av symbioten, men jaffa-krigarna blivit så beroende av symbioterna, då de inte har något immunförsvar, att de dör om parasiten avlägsnas eller dör. Inom Goa'ulderna råder en hierarki så tillvida att vissa Goa'ulder blir härskande systemherrar (system lords). Dessa framställer sig och uppfattas som gudar av människorna i det gamla Egypten och på andra platser. Ra, Apophis, Hathor och flera andra Goa'ulder/gudar har således en verklig bakgrund i Stargate-serien. Goa'ulderna har fört bort tiotusentals människor från Egypten, Mesopotamien, Induskulturen, Mayariket och andra högkulturer till andra planeter för att använda dem som slavar. Allt liv i Vintergatan härstammar alltså från jorden.

## Skådespelare

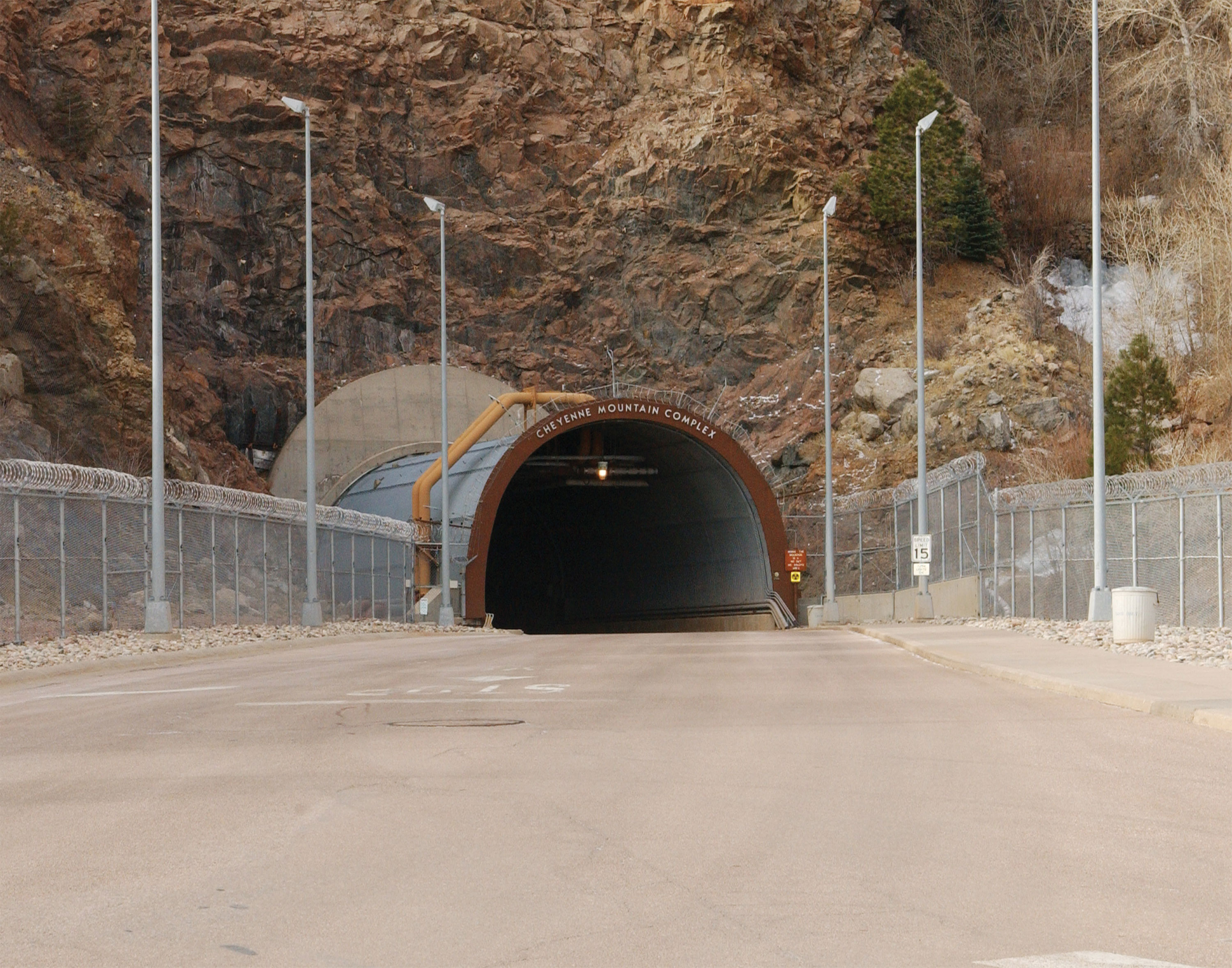
Cheyenne Mountain Complex utanför Colorado Springs i delstaten Colorado är i seriens fiktiva värld platsen för stjärnportens jordiska basering.

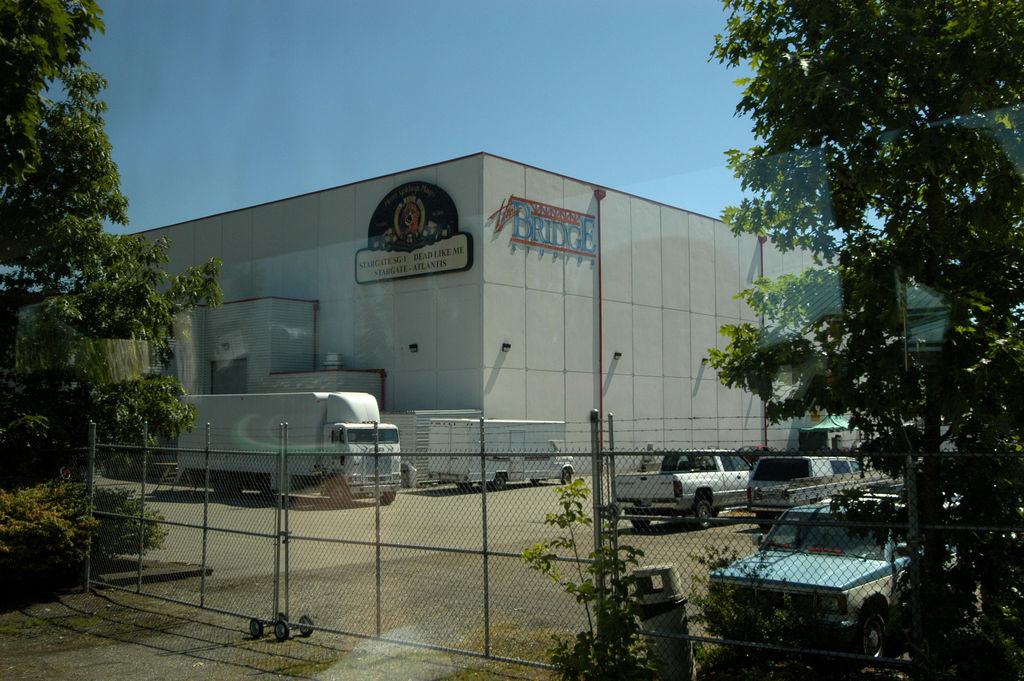
I verkligheten är serien inspelad på The Bridge Studios utanför Vancouver i British Columbia på Kanadas västkust.

### Huvudkaraktärer
Christopher Judge (som jaffan Teal'c) och Amanda Tapping (som major Samantha Carter) är de skådespelare som medverkade i flest avsnitt i serien Stargate SG-1 – 212 respektive 211 avsnitt 1997 – 2007.
- Richard Dean Anderson - överste Jack O'Neill (1997-2005)
- Michael Shanks - Dr. Daniel Jackson/Röst till Thor (1997-2007)
- Amanda Tapping - major Samantha Carter (1997-2007)
- Christopher Judge - jaffan Teal'c (1997-2007)
- Don S. Davis - general George S. Hammond (1997-2004)
- Ben Browder - överste Cameron Mitchell (2005-2007)
- Beau Bridges -  general Hank Landry (2005-2007)
- Claudia Black - Vala Mal Doran (2005-2007)
- Corin Nemec - Jonas Quinn (2002-2003)

### Återkommande gästskådespelare
- Gary Jones - förste sergeant Walter Harriman
- Teryl Rothery - Dr. Janet Fraiser/Asgarden Heimdall (röst)
- Alexis Cruz - Skaara/Klorel
- Vaitiare Bandera - Sha're/Amaunet
- Peter Williams - Apophis
- Jay Acovone - major Charles Kawalsky
- Erick Avari - Kasuf
- Ronny Cox - Robert Kinsey (först senator och senare vicepresident)
- Robert Wisden - överstelöjtnant Bert Samuels
- Robert Picardo - Richard Woolsey
- JR Bourne - Martouf/Lantesh
- Carmen Argenziano - generalmajor Jacob Carter/Selmak
- Tony Amendola - mäster Bra'tac
- David Hewlett - Dr. Rodney McKay
- Tom McBeath - överste Harry Maybourne
- Garwin Sanford - Narim
- John de Lancie - överste Frank Simmons (säsong 5–6)

## Begrepp i Stargate SG-1
- Chaapa'ai: Stjärnport på Goa'uld-språk
- Chaapa'ko: Supergate på Goa'uld-språk
- Chulak: Teal'cs hemvärld
- Harsesis: Barn till två Goa'uld genom att deras värdar utnyttjas för sexuell befruktning. Goa'uld ska normalt komma till världen genom asexuell förökning (se Partenogenes) ur en Goa'uld-drottning. Avkomman får sedan utvecklas inuti en värd, vanligen en Jaffa. Barn till två Goa'uld får det genetiska minnet av hela Goa'uld-arten. Då detta ger en Goa'uld alltför stor makt är det förbjudet för två Goa'uld att avla fram harsesis, vilka jagas och dödas av systemherrarna
- Hok'tar: Avancerad människa, förbättrad genom DNA-teknik (på Goa'uld-språk)
- Kek: (fysisk) svaghet; död på jaffaspråk
- Kelnoreem: Jaffameditation
- Ring'kol'nok: Strategi på Goa'uld-språk
- Shol'va: Förrädare på Goa'uld-språk
- Symbiot: Goa'uld-larv (jämför begreppet symbiont, de goda kräldjur som opereras in i thriller i TV-serien Star Trek: Deep Space Nine)

## Folkslag i Stargate SG-1
- Abydonier: ett primitivt folkslag som befriades från Ra i långfilmen. Deras planet heter Abydos och dess huvudstad heter Nagada.
- Asgard: teknologiskt högt utvecklade kortvuxna grå utomjordingar som gav upphov till nordisk mytologi och runor. Allierade med Tau'ri. Planeten Othala i galaxen Ida är en av hemplaneterna.
  - (I den nordiska mytologin är i själva verket Asgård namnet för gudarnas hemvist och Asar är namnet på gudarnas folkslag. Seriens skapare har antingen bedragit sig i god tro, eller medvetet valt att ta ett avsteg från den mytologiska förlagan.)
- De Gamla: den människoart som utvecklade stjärnportarna och Atlantis för mycket länge sedan, och som sedan försvunnit utom mänskligt räckhåll. Eftersom vissa människor på jorden bär på gener gemensamma med "De Gamla" antyds det att två evoultioner till högt utvecklade människor på jorden ägt rum – en förmodat före den senaste istiden och en i Afrika under den senaste istiden. De Gamla som fanns på jorden gav upphov till forntida cilvisationer. Andra blev genom meditation uppstigna och hamnade på en högre existentiell nivå, men kan återta mänsklig skepnad och vice versa.
  - (De första moderna människorna i södra Afrika för cirka 150 000 år sedan var resultatet av ett hårt evolutionärt tryck då klimatförändringar och ökenspridning i Afrika dödade i stort sett alla förmänniskor utom de mest uppfinningsrika.)
- Edoraner: folkslag som bor på planeten Edora.
- Goa'uld: hyperintelligenta parasitiska kräldjur som utnyttjar människor och andra raser som värdkroppar; en goa'uld-symbiot undertrycker fullständigt värdens medvetande och övertar kontrollen över dennes kroppsliga funktioner.
- Jaffa: ett folkslag av humanoida utomjordingar som har mänskligt ursprung men som är genmanipulerade och framtagna av Goa'ulderna för att tjäna som bärare av inte fullvuxna Goa'uldl-symbioter (som ger dem snabb läkningsförmåga och mycket starkt immunförsvar). Jaffa är ett krigarfolk som är fostrade krigare för tjänstgöring åt Systemherrarna. Teal'c som ingår i SG-1 är en Jaffa.
- Langerans: Jonas Quinns folkslag.
- Nox: människoliknande folk som kan göra sig själva osynliga, läka och återuppliva människor.
- Orbanier: folkslag på planeten Orban.
- Ori: ett folkslag som liksom "De Gamla" för länge sedan upphöjdes till en högre existentiell nivå. Till skillnad från De Gamla använder de sin kunskap till att uppträda som "Gudar" och betvingar folk från runt om i universum att tillbedja dem. SG-1 m.fl. strider mot dem i seriens sista säsonger.
- Replikatorer Självmedvetna maskiner som kopierar och assimilerar andras teknik och som förstör allt biologiskt liv de stöter på. De kan därför sägas vara som en blandning mellan Borg i Star Trek och maskinerna i Terminator.
- Tagreaner: de med människor identiska invånarna på planeten Tagrea, som fått sin historia utsuddad och endast har tillgång till historiska data 300 tagrai-år tillbaka i tiden
- Tau'ri: människor som bor eller kommer från planeten jorden; utomjordingar kallar i regel jordbor för tau'ri.
- Tok'ra: vänligt sinnade Goa'uld-symbioter som värnar om sina värdar och ligger i krig med Goa'uld per se; allierade med Tau'ri.
- Tollaner: extremt avancerad mänsklig ras från planeten tollan.

## Kända Goa'ulder i Stargate SG-1
- Apophis - mycket mäktig systemherre och SG-teamets fiende nummer ett i TV-serien. Apophis bortförde Sha're, Daniel Jacksons fru, och Skaara, Sha'res bror och vän till överste O'Neill; Sha're blev värd till Amonet, Apophis' drottning medan Skaara blev värd för Klorel, Apophis' son. Apophis var en drakgestalt i det gamla Egypten som dagligen försökte förhindra Ras färd över himlen.
- Anubis - en gammal och mäktig Goa'uld som i nutid rest sig till att bli den mäktigaste och ondaste av systemherrarna; i den egyptiska mytologin är Anubis son till Osiris och Neftys och den som dömer de döda – avbildas med hund- eller schakalhuvud
- Baal - systemherre som bli mäktigare under seriens gång. Underkuvar Mot i Stargate SG-1, men blir själv liksom de flesta andra systemherrar, under en tid underkastad Anubis. Baal överlever längst av alla systemherrar. Baal var storm- och fruktbarhetsgud i forntida Syrien och den högste guden och sonen till El (det semitiska gudanamn som namnet Allah härstammar ifrån) i det Kanaan som israeliterna besegrar i Gamla Testamentet.
- Bastet - obetydlig i serien. Katthövdad gudinna i gamla Egypten.
- Cronus - Mäktig Goa'uld i seriens tre första säsonger, ansvarig för mordet på Teal'c's far. I antikens Grekland utgav han sig för att vara en gud, en titan som blev far till Zeus, Hera, Posiedon och Hades.
- Hathor - ursprungligen systemherren Ras hustru. Begravd i Mayatempel tills arkeologer hittar henne.
- Heru-ur - eller Horus är en av de mäktigare systemherrarna, men jagas av andra Goa'uld eftersom han är avlad av två Goa'uld, Ra och Hathor. (se "harsesis") har sitt namn efter Horus, den egyptiska himmelsguden.
- Imhotep - mindre betydande Goa'uld. Imhotep anses vara den arkitekten bland de första stora pyramiderna i det gamla Egypten..
- Kali - tämligen obetydlig i serien. I indisk mytologi är Kali ("den svarta") hinduernas modergudinna, men även en symbol för upplösning och förstörelse.
- Marduk - en systemherre som spelade Gud i det gamla Babylon och var så ond att hans egna präster fängslade honom inuti en sarkofag tillsammans med en varelse som hela tiden åt av honom medan sarkofagen höll honom vid liv.
- Klorel - Apophis son. Klorel utnyttjar Jack O'Neills vän Skaaras kropp som värd.
- Mot - dödsgud i Kanaan (kanaanéerna levde i landet väster om floden Jordan innan israeliterna kom dit); Mot besegras av Baal i mytologin och underkuvas av Baal i SG-1.
- Nirtti - "gudinna" som försöker förbättra DNA hos människor för att skapa supervärdar (Hok'tar)  till Goa'uld
- Osiris - systemherre som legat begraven i en pyramid tillsammans med sin maka Isis i tusentals år. Kommer under seriens gång att tjäna under Apophis. Osiris var enligt egyptisk mytologi kung över dödsriket och bror till Seth och Isis, samt make till den sistnämnda.
- Ra - den egyptiska solguden; den systemherre som figurerade som Gud under den egyptiska högkulturen och spridde människor till ett otal planeter. I filmen Stargate dödas han av en atombomb som Överste Jack O'Neill skickar till honom.
- Sekhmet - sol- och krigsgudinna i gamla Egypten som förintade Ras och Osiris fiender.
- Seth - En Goa'uld som tvingats att gömma sig på Jorden sedan han försökt störta de ledande systemherrarna.
- Sokar - förvandlar bl.a. månen Netu till Helvetet såsom människorna föreställer sig det.
- Telchak - systemherre som terroriserade indianderna i Mellanamerika; utvecklade den första sarkofagen.
- Yu - en av de sista som stod emot Anubis. I kinesisk mytologi är Yu den förste kungen av Xiadynastin.

## Replikatorer
Replikatorerna skapades av en android vid namn Reese, i avsnittet Menace (säsong 5 avsnitt 19 ). Hon skapade dem för eget nöje, men sedan förlorade hon kontrollen och de förstörde hennes värld medan hon somnade in. Vissa replikatorer kan anta former som liknar levande varelser. Exempel på detta är Repli-Carter, en replikator som tog formen av Samantha Carter.

## Priser
Stargate SG-1 var nominerad 8 gånger för Creative Arts Emmy Award, varav sju gången för bästa visuella effekter (Outstanding Special Visual Effects For A Series) och en för bästa originalmusik (Outstanding Music Compositition for a Series), men vann inte någon av nomineringarna.